# 张先生讨学钱
《张先生讨学钱》是湖南省长沙市宁乡市宁乡花鼓戏中的经典剧目，由著名花鼓戏艺人贺桂光、肖克昌创作完成。

## 剧情
《张先生讨学钱》讲述了民国初年的私塾老师张先生在新春时节去陈家要他们家孩子交拖欠的学费的故事。

## 奖项
该剧目曾在20世纪50年代参加全国地方戏调演荣获优秀剧目奖。